# Artem Radczenko
Artem Ołehowycz Radczenko, ukr. Артем Олегович Радченко (ur. 2 stycznia 1995 w Charkowie) – ukraiński piłkarz, grający na pozycji napastnika.

## Kariera piłkarska

### Kariera klubowa
Wychowanek klubu Metalist Charków, barwy którego bronił w juniorskich mistrzostwach Ukrainy (DJuFL). Karierę piłkarską rozpoczął 4 marca 2011 w składzie drużyny rezerw Metalista Charków, a 14 kwietnia 2012 debiutował w pierwszej drużynie. W kwietniu 2015 przeszedł do Howerły Użhorod. W maju 2015 podpisał kontrakt z Hajdukiem Split. Za spowodowanie wypadku na drodze w Chorwacji klub 11 sierpnia 2016 anulował kontrakt z piłkarzem. 31 marca 2018 zasilił skład białoruskiego Dniapra Mohylew, w którym grał do 25 czerwca 2018.

### Kariera reprezentacyjna
W latach 2010–2012 występował w reprezentacji Ukrainy U-17, a potem bronił barw juniorskiej reprezentacji Ukrainy U-19. W latach 2015–2016 był zawodnikiem młodzieżowej reprezentacji Ukrainy.

### Także
7 sierpnia 2016 o 6.30 pijany spowodował wypadek na drodze w Chorwacji.